# Nathan Sharp
Nathan Sharp (* 1. März 1989 in Richmond, Virginia, bürgerlich Nathan Smith) ist ein US-amerikanischer Webvideoproduzent, Synchronsprecher, Rockmusiker und Label-Betreiber.

## Biografie
Sharp wurde am 1. März 1989 in Richmond im US-amerikanischen Bundesstaat Virginia geboren. Inzwischen lebt er in Los Angeles, Kalifornien.

## Karriere

### YouTube-Kanal
Sharp startete seinen YouTube-Kanal NateWantsToBattle im Jahr 2012 und hat bis 2017 über 1,2 Millionen Abonnenten und 289 Millionen Aufrufe seiner Videos.
In diesem veröffentlicht er hauptsächlich Musikvideo selbst geschriebener Stücke. Zunächst handelten seine Musikvideos um Parodien diverser Animeserien und Videospiele. Inzwischen schreibt und veröffentlichte er auch persönlich gehaltene Stücke.

### Musiker
Seit der Gründung seines YouTube-Kanals arbeitet Sharp als Musiker. Bis Juli des Jahres 2017 hat er über 200 Lieder geschrieben. Unter seinem Webvideonamen NateWantsToBattle veröffentlichte er die Alben Mangled 2015, Songs of Time und Thnks fr th cvrs im Jahr 2016, sowie Sandcastle Kingdom ein Jahr darauf.
Thnks Fr Th Cvrs stieg in den Hardrock-Albumcharts von Billboard ein.
Am 1. Juni 2018 erschien die EP Paid in Exposure über sein eigens gegründetes Plattenlabel Give Heart Records, welches weitere YouTube-Persönlichkeiten unter Vertrag genommen hat. Sharp ist in der Metalcore-Band Ghost Fight aktiv.
Als musikalische Einflüsse nennt Sharp Künstler wie Green Day, Panic! at the Disco, aber auch Fall Out Boy und Paramore.

### Synchronsprecher
Sharp ist als Synchronsprecher aktiv und sprach bereits in diversen Animeserien und -filmen sowie in Videospielen diverse Charaktere.

## Diskografie

### Solo
- 2015: Mangled (Musikalbum, Eigenproduktion)
- 2015: Five Nights at Freddy's (Musikalbum, Eigenproduktion)
- 2016: Songs of Time (Musikalbum, Eigenproduktion)
- 2016: Bad Time (Musikalbum, Eigenproduktion)
- 2016: Genesis (Musikalbum, Eigenproduktion)
- 2016: Thnks Fr th Cvrs (Coveralbum, Eigenproduktion)
- 2016: The Greatest Master (Musikalbum, Eigenproduktion)
- 2017: Sandcastle Kingdoms (Musikalbum, Give Heart Records)
- 2018: Paid in Exposure (EP, Give Heart Records)
- 2019: Five Nights at Freddy's (Ultimate Collection) (Musikalbum, Give Heart Records)
- 2019: Happily Ever After (Musikalbum, Give Heart Records)
- 2020: Gotta Go Fast (Musikalbum, Give Heart Records)
- 2020: Thnks Fr Mr Crvs (Coveralbum, Give Heart Records)
- 2020: What You Want (Musikalbum, Give Heart Records)
- 2022: Gotta Go Faster (Musikalbum, Give Heart Records)
- 2022: The Critical Hits (Musikalbum, Give Heart Records)
- 2022: Scrap Heap (Musikalbum, Give Heart Records)
- 2022: Kamizmode (Musikalbum, Give Heart Records)
- 2023: To let go (Musikalbum, Give Heart Records)

## Filmografie
- 2008: Kiken Chitai (Animeserie)
- 2011: One Piece (Animeserie, zusätzliche Stimme)
- 2011: Rio: Reinboo Gito (Fernsehserie)
- 2015: Death Battle (Episode: Pokémon vs Digimon, Rolle: Red)
- 2016: Luck & Logic (Animeserie)
- 2016: Hellsing Ultimate Abridged (Animeserie)
- 2016: The Disastrous Life of Saiki K (Animeserie)
- 2016: Cheer Danshi! (Animeserie)
- 2016: One Piece Film: Gold (Animefilm)
- 2016: 2064: Read Only Memories (Videospiel)
- 2016: Handa-kun (Animeserie)
- 2016: Atelier Firis: The Alchemist and the Mysterious Journey (Videospiel)
- 2016: Shantae: Half-Genie Hero (Videospiel)
- 2017: Pinstripe (Videospiel)
- 2017: Fairy Tail: Dragon Cry (Animefilm, Gapri)
- 2017: Attack on Titan (Animeserie, Marcel)
- 2017: Dream Daddy: A Dad Dating Simulator (Videospiel)
- 2018: Violet Evergarden (Animeserie, Toby)
- 2018: Monster Prom (Videospiel)
- 2018: Stream of Many Eyes (Film)
- laufend: Yandere Simulator (Videospiel)